# برومثيوس (قمر)
القمر برومثيوس وهو قمر داخلي لزحل اكتشف سنة 1980 بواسطة صورة المسبار فوياجر 1 وفي أواخر سنة 1985 سمي بعد برامثيوس وهو اسم كتيتان مشتق من الميثولوجيا اليونانية القديمة باسم Saturn XVI زحل 16
وهو قمر صغير جدا مفلطح تبلغ أبعاده (119*87*61 كم) ويبلغ حجمه تقريبا 340,000 km3 و كتلته 1.566 ± 0.019 × E17 كغ . يحوي سطحه العديد من الوديان والتلال وعددا من الحفر الناتجة عن أثار التصادمات مع النيازك بقطر مرئي لاحدهما بحوالي 20 كم . لكن عدد حفر التصادم أقل من القمر القمر باندورا القريب و إيمثيوس و جانوس.
يعتبر هذا القمر ذو كثافة منخفضة و مرتفع نسبيا في البياض. ليبدو هذا القمر كجسم ثلجي ملئ بالقجوات.
قمر برامثيوس من الأقمار الرعاة للحافة الداخلية لحلقة زحل ف . وبينت الصور الملتقظة من مسبار كاسيني-هويجنز أن حقل الجاذبية الخاص بالقمر يقوم يشكل التواءات وعقد في الحلقة كما لو أن القمر يقوم بسرقة المواد من الحلقة .و يظهر أن مدار برامثيوس مدار عشوائي نتيجة تأثير الجاذبية للقمر باندورا وهي ما تسمى ظاهرة الرنين المداري, ويحدث أكبر تغير مداري لهذا القمر تقريبا كل 6,2 سنة